# Буковина (Билгорайский повет)
Буковина (пол. Bukowina) — деревня в Билгорайском повете Люблинского воеводства Польши. Входит в состав гмины Бища. По данным переписи 2011 года, в деревне проживало 979 человек.

## География
Деревня расположена на юго-востоке Польши, в пределах Сандомирской низменности, к югу от реки Танев, на расстоянии приблизительно 19 километров к югу от города Билгорай, административного центра повета. Абсолютная высота — 224 метра над уровнем моря. Через населённый пункт проходит региональная автодорога 863.

## История
Согласно «Военно-статистическому обозрению Российской Империи», в 1847 году в деревне Буковина проживало 1594 человека. В административном отношении деревня входила в состав Замостского уезда Люблинской губернии Царства Польского.
В период с 1975 по 1998 годы деревня входила в состав Замойского воеводства.

## Население
Демографическая структура по состоянию на 31 марта 2011 года:
|         | Всего | До трудоспособного возраста | Трудоспособного возраста | Старше трудоспособного возраста |
| ------- | ----- | --------------------------- | ------------------------ | ------------------------------- |
| Мужчины | 489   | 97                          | 324                      | 68                              |
| Женщины | 490   | 79                          | 269                      | 142                             |
| Всего   | 979   | 176                         | 593                      | 210                             |

## Достопримечательности
- Костёл Введения во храм Пресвятой Богородицы, 1674—1675 гг. (неоднократно перестраивался)